# Serpentinkalklav
Serpentinkalklav (Endocarpon psorodeum) är en lavart som först beskrevs av William Nylander och fick sitt nu gällande namn av Blomb. & Forssell. 
Serpentinkalklav ingår i släktet Endocarpon och familjen Verrucariaceae. Arten är reproducerande i Sverige. Inga underarter finns listade i Catalogue of Life.